# RDN Małopolska
RDN Małopolska – lokalne radio katolickie w południowej Polsce. Rozgłośnia diecezji tarnowskiej. Nadaje całodobowy program adresowany do słuchaczy z części województw małopolskiego i podkarpackiego. 
Siedziba RDN Małopolska znajduje się w Tarnowie, przy ulicy Bema 14.

## RDN Małopolska (Tarnów)

### Opis
Radio powstało z inicjatywy ówczesnego biskupa tarnowskiego Józefa Życińskiego. Swój program emituje od 24 grudnia 1993 r. Pierwszym dyrektorem był ks. Ryszard Piasecki. Do roku 1998 działało pod nazwą Radio Dobra Nowina (w skrócie RDN). W latach 1998–2004 należało do sieci Radia Plus i funkcjonowało pod jego szyldem – początkowo jako RDN-Plus, a następnie Radio Plus Tarnów. Po odłączeniu się od sieci Radia Plus spowodowanym brakiem porozumienia w koncepcji programowej, radio ponownie funkcjonuje jako samodzielna rozgłośnia. Pełna nazwa radia od tego momentu brzmi Radio Dobrze Nastawione Małopolska lub Nowy Sącz.
Program radia RDN Małopolska wypełniają informacje i publicystyka lokalna, audycje muzyczne (format AC), programy autorskie i ewangelizacyjne wraz z codzienną transmisją Mszy świętej. Ponadto radio transmituje „na żywo” mecze żużlowców Unii Tarnów oraz obejmuje patronat nad większością wydarzeń kulturalnych w regionie.
Program jest tworzony i nadawany z centrali radia w Tarnowie przy współpracy korespondentów lokalnych w Bochni, Brzesku, Dębicy, Mielcu i w innych ośrodkach regionu. W 2011 roku nowosądecki oddział radia został przekształcony w nadające osobny program radio RDN Nowy Sącz.
Od września 2020 dyrektorem radia jest ks. dr hab. Jan Bartoszek.

## RDN Nowy Sącz
5 września 2011 roku rozpoczęło nadawanie radio RDN Nowy Sącz. Rozgłośnia nadaje osobny program dla sądecczyzny, limanowszczyzny, powiatu gorlickiego i Podhala. Inauguracją powstania RDN Nowy Sącz był koncert Maryli Rodowicz 4 września 2011 na sądeckim rynku.
Studio główne RDN Nowy Sącz znajduje się w dawnym oddziale Radia RDN Małopolska na Placu Kolegiackim 1 w Nowym Sączu. Pierwszym linerem radia było hasło „Nowe Radio – Nowa Muzyka”. Obecnym linerem jest „RDN Nowy Sącz – najlepsze granie”.

## Lokalizacje stacji nadawczych
- RDN Małopolska
  - Tarnów/Lichwin – częstotliwość 103,6 MHz – ERP 30 kW[6]
- RDN Nowy Sącz
  - Szczawnica/Góra Przehyba – częstotliwość 101,2 MHz – ERP 2,5 kW[7]
  - Krynica-Zdrój/Góra Jaworzyna – częstotliwość 88,3 MHz – ERP 0,5 kW[7]
  - Limanowa/Góra Lipowe – częstotliwość 105,1 MHz – ERP 0,5 kW[7]
- Testowy multipleks DAB+
  - Szczawnica/Góra Przehyba – częstotliwość 211,648 MHz – ERP 1 kW[8]

## RDN Religia
RDN Religia to radio internetowe, które wystartowało 2008 roku wraz z XXV Pieszą Pielgrzymką Tarnowską na Jasną Górę.  W ofercie programowej RDN Religia znalazła się muzyka chrześcijańska, audycje ewangelizacyjne, informacje z diecezji tarnowskiej i serwisy Radia Watykańskiego. W programie kanału znalazł się także m.in. cykl audycji ks. prof. Michała Hellera pt. Drogami myślących oraz wspomnienia wypowiedzi Jana Pawła II.